# Josef Hickersberger
Josef Hickersberger (* 27. dubna 1948, Amstetten) je bývalý rakouský fotbalista, záložník. Po skončení aktivní kariéry působil jako trenér, v letech 2006-2008 byl trenérem rakouské reprezentace. Jeho synem je bývalý rakouský fotbalový reprezentant Thomas Hickersberger.

## Fotbalová kariéra
Začínal v Austrii Vídeň, se kterou získal dva mistrovské tituly a dvě vítězství v rakouském fotbalovém poháru. Od roku 1972 hrál německou bundesligu, nejprve 4 sezóny za
Kickers Offenbach a další dvě sezóny za Fortunu Düsseldorf. V roce 1978 se vrátil do Rakouska do týmu FC Wacker Innsbruck, kde působil dvě sezóny a v roce 1979 vyhrál s týmem potřetí rakouský fotbalový pohár. Od roku 1980 hrál poslední dvě sezóny aktivní kariéry za SK Rapid Vídeň, se kterým v roce 1981 získal svůj třetí rakouský mistrovský titul. V Poháru mistrů evropských zemí nastoupil ve 4 utkáních, v Poháru vítězů pohárů nastoupil v 9 utkáních a dal 1 gól a v Poháru UEFA nastoupil v 1 utkání. Za rakouskou reprezentaci nastoupil v letech 1968-1978 ve 39 utkáních a dal 5 gólů. Byl členem rakouské reprezentace na Mistrovství světa ve fotbale 1978, nastoupil v 6 utkáních.

## Ligová bilance
| Ročník                                  | Zápasy | Góly | Klub                |
| --------------------------------------- | ------ | ---- | ------------------- |
| Rakouská fotbalová Bundesliga 1966/1967 | 5      | 4    | FK Austria Vídeň    |
| Rakouská fotbalová Bundesliga 1967/1968 | 20     | 5    | FK Austria Vídeň    |
| Rakouská fotbalová Bundesliga 1968/1969 | 12     | 2    | FK Austria Vídeň    |
| Rakouská fotbalová Bundesliga 1969/1970 | 29     | 8    | FK Austria Vídeň    |
| Rakouská fotbalová Bundesliga 1970/1971 | 25     | 4    | FK Austria Vídeň    |
| Rakouská fotbalová Bundesliga 1971/1972 | 21     | 5    | FK Austria Vídeň    |
| Německá fotbalová Bundesliga 1972/1973  | 28     | 6    | Kickers Offenbach   |
| Německá fotbalová Bundesliga 1973/1974  | 26     | 7    | Kickers Offenbach   |
| Německá fotbalová Bundesliga 1974/1975  | 30     | 8    | Kickers Offenbach   |
| Německá fotbalová Bundesliga 1975/1976  | 34     | 7    | Kickers Offenbach   |
| Německá fotbalová Bundesliga 1976/1977  | 32     | 0    | Fortuna Düsseldorf  |
| Německá fotbalová Bundesliga 1977/1978  | 27     | 5    | Fortuna Düsseldorf  |
| Rakouská fotbalová Bundesliga 1978/1979 | 26     | 3    | FC Wacker Innsbruck |
| Rakouská fotbalová Bundesliga 1979/1980 | 9      | 3    | FC Wacker Innsbruck |
| Rakouská fotbalová Bundesliga 1980/1981 | 276    | 1    | SK Rapid Vídeň      |
| Rakouská fotbalová Bundesliga 1981/1982 | 21     | 3    | SK Rapid Vídeň      |
| CELKEM Německá fotbalová Bundesliga     | 177    | 34   |                     |
| CELKEM Rakouská fotbalová Bundesliga    | 185    | 35   |                     |